# Dysproporcja matczyno-płodowa
Dysproporcja matczyno-płodowa (ang. Cephalopelvic disproportion) (CPD) – zaburzenie występujące, gdy przewidywana masa płodu jest zbyt duża w stosunku do wymiarów zewnętrznych miednicy matki.
Dysproporcja matczyno-płodowa może wynikać z następujących przczyn:
- Wielkości dziecka z powodu: 
  - czynników dziedzicznych,
  - cukrzycy,
  - porodu po terminie,
  - kolejnej ciąży;
- niekorzystne ustawienie płodu
- wąska miednica,
- nienormalnie ukształtowane miednicy z powodu krzywicy lub złamania miednicy[1].

CPD może występować również przy kombinacji wyżej wymienionych czynników. 
Po dokładnym rozpoznaniu CPD, najbezpieczniejszym dla matki i dziecka rozwiązaniem porodu jest cesarskie cięcie.
Badania naukowe dowodzą, że przy dysproporcji matczyno-płodowej występują częstsze uduszenia noworodka podczas naturalnego porodu.